# Anthurium santaritensis
Anthurium santaritensis là một loài thực vật có hoa trong họ Ráy (Araceae). Loài này được Nadruz & Croat mô tả khoa học đầu tiên năm 2005.